# Martin Hannett
Martin Hannett (* 31. Mai 1948 in Manchester; † 18. April 1991 ebenda) war ein britischer Musikproduzent, der entscheidenden Anteil an der New-Wave-Bewegung hatte.
Hannett war eng mit dem Label Factory Records verbunden, dessen Band Joy Division (nebst anderen Factory-Künstlern wie The Durutti Column, The Happy Mondays etc.) er zu ihrem unverkennbaren Sound verhalf. Im Jahr 1982 trennte er sich im Streit über finanzielle Belange vom Label. Zu diesem Zeitpunkt war er schon stark drogenabhängig. Er starb 1991 im Alter von 42 Jahren an Herzversagen. Er hatte in seinen letzten Monaten so stark an Gewicht zugenommen, dass sein Sarg zunächst nicht in das für ihn ausgehobene Grab passte.
Ein Pseudonym Hannetts war Martin Zero.
In die Kategorie Moderne Sage gehört die Behauptung, dass Martin Hannett das Album In God We Trust, Inc. der Dead Kennedys produziert hat. Lediglich bei der Ansage des Stückes Nazi Punks Fuck Off heißt es „Fuck off, overproduced by Martin Hannett“, was wohl als zynische Anmerkung von Jello Biafra zu werten ist.
Der Schauspieler Andy Serkis verkörperte Hannett in dem Film 24 Hour Party People, der die Geschichte der Musikszene von Manchester in den Jahren 1976 bis 1997 darstellt.

## Auswahldiskographie als Produzent

### Alben
- Joy Division, Unknown Pleasures 1979
- The Durutti Column, The Return of Durutti Column 1979
- Pauline Murray and the Invisible Girls, Pauline Murray and the Invisible Girls 1979
- The Psychedelic Furs, The Psychedelic Furs 1980 (Songs Susan’s Strange und Soap Commercial)
- Magazine, The Correct Use of Soap 1980
- Joy Division, Closer 1980
- Joy Division, Still 1981
- New Order, Movement 1981
- The Stone Roses, Garage Flower 1985
- Happy Mondays, Bummed 1988
- Various, Martin: The Work of Record Producer Martin Hannett 1992

### Singles/EPs
- Buzzcocks, Spiral Scratch 1977
- U2, 11 O’Clock Tick Tock 1980
- ESG, ESG 1981
- New Order, Everything’s Gone Green 1982
- Kitchens of Distinction, Quick as Rainbows 1990